# Långsjön, Matfors
Långsjön är en sjö öster om Matfors i Sundsvalls kommun i Medelpad som ingår i Ljungans huvudavrinningsområde. Sjön har en area på 1,12 kvadratkilometer och ligger 74 meter över havet. Sjön avvattnas av vattendraget Kvarnbäcken.
Sjön ligger nedanför norra sidan av Ängomsåsen. På sjöns västsida ligger småorten Långsjön.
Långsjön är ca 2 km lång och ca 200 bred. Det finns gott om abborre, mört och gädda i sjön. Det ligger småhus och stugor runt nästan hela sjön. Det finns ingen väg som leder runt hela sjön. Man får ta olika infarter från Runsviksvägen eller E14 beroende på vilken del av Långsjön man vill besöka.

## Delavrinningsområde
Långsjön ingår i delavrinningsområde (691563-156730) som SMHI kallar för Utloppet av Långsjön. Medelhöjden är 140 meter över havet och ytan är 9,01 kvadratkilometer. Det finns inga avrinningsområden uppströms utan avrinningsområdet är högsta punkten. Kvarnbäcken som avvattnar avrinningsområdet har biflödesordning 2, vilket innebär att vattnet flödar genom totalt 2 vattendrag innan det når havet efter 28 kilometer. Avrinningsområdet består mestadels av skog (73 procent). Avrinningsområdet har 1,11 kvadratkilometer vattenytor vilket ger det en sjöprocent på 12,3 procent.